# Vùng DNS gốc
Vùng DNS gốc (tiếng Anh: DNS root zone) là vùng DNS cấp cao nhất trong hệ thống không gian tên DNS của Internet.
Cơ quan Viễn thông và Thông tin Quốc gia (NTIA) của Bộ Thương mại Hoa Kỳ có quyền quản lý tối cao về vùng DNS gốc của Internet kể từ khi nó được tư hữu hóa năm 1997. Tuy nhiên, vào tháng 3 năm 2014, NTIA tuyên bố ý định nhường lại quyền này cho một công ty toàn cầu chưa được định rõ. Vùng này được quản trị bởi Tổ chức cấp phát số hiệu Internet (IANA), một phần của ICANN, và NTIA thuê một công ty khác, hiện nay là Verisign, để bảo quản vùng gốc. Người ta chưa biết Verisign có sẽ tiếp tục bảo quản vùng sau khi NTIA ngừng tham gia.
Do những hạn chế của tiêu chuẩn DNS và một số giao thức, nhất là kích cỡ gói UDP không phân tán trên thực tế, các phản hồi truy vấn tên miền DNS chỉ có thể hỗ trợ một số địa chỉ máy chủ gốc. Vì thế, chỉ có 13 nhóm máy chủ tên miền có thể được cài đặt, số này phải phục vụ các yêu cầu của toàn thể người dùng Internet công khai ở khắp thế giới.